# Сборная Ливии по футболу
Сборная Ливии по футболу представляет Ливию на международных футбольных турнирах и в товарищеских матчах. Управляющая организация — Ливийская футбольная федерация. Ливия ни разу не проходила квалификацию на чемпионат мира. На Кубок африканских наций Ливия отбиралась трижды.

## История
Впервые сборная Ливии была сформирована в 1918 году, однако тогда она не провела ни одного матча. В 1953 году команда была собрана вновь и под руководством первого в её истории тренера Масуда Зантуни участвовала в футбольном турнире Панарабских игр в Александрии, где завоевала бронзовые медали.
Федерация Футбола Ливии была основана в 1962 году. Член ФИФА с 1964 года.

## Чемпионат мира
В 1986 году сборная была близка к попаданию на Чемпионат мира по футболу 1986 года, но в финальном раунде уступила марокканцам с общим счетом 1:3 (0:3 — В Рабате, 1:0 — в Бенгази).
- 1930 — 1962 — не принимала участия
- 1966 — снялась с соревнований
- 1970 — не прошла квалификацию
- 1974 — не принимала участия
- 1978 — не прошла квалификацию
- 1982 — снялась с соревнований
- 1986 — не прошла квалификацию
- 1990 — снялась с соревнований
- 1994 — дисквалифицирована в связи с санкциями ООН
- 1998 — не принимала участия
- 2002 — 2022 — не прошла квалификацию

## Кубок африканских наций
Самый крупный успех — 2-е место на Кубке африканских наций 1982 года. Тогда в групповом раунде ливийцы заняли 1-е место, обойдя сборные Ганы, Камеруна и Туниса. В полуфинале одолели сборную Замбии со счётом 2:1. А в финале уступили Гане лишь в серии пенальти 6:7 после того, как основное и дополнительное время закончилось со счётом 1:1. В 2006 и 2012 годах ливийцы не смогли преодолеть групповой этап.
- 1957 — не принимала участия
- 1959 — не принимала участия
- 1962 — не принимала участия
- 1963 — не принимала участия
- 1965 — не принимала участия
- 1968 — не прошла квалификацию
- 1970 — не принимала участия
- 1972 — не прошла квалификацию
- 1974 — снялась с соревнований
- 1976 — не прошла квалификацию
- 1978 — не прошла квалификацию
- 1980 — не прошла квалификацию
- 1982 — 2-е место
- 1984 — не прошла квалификацию
- 1986 — не прошла квалификацию
- 1988 — снялась с соревнований
- 1990 — снялась с соревнований
- 1992 — не принимала участия
- 1994 — не принимала участия
- 1996 — не принимала участия
- 1998 — не принимала участия
- 2000 — не прошла квалификацию
- 2002 — не прошла квалификацию
- 2004 — не прошла квалификацию
- 2006 — групповой этап
- 2008 — не прошла квалификацию
- 2010 — не прошла квалификацию
- 2012 — групповой этап
- 2013 — не прошла квалификацию
- 2015 — не прошла квалификацию
- 2017 — не прошла квалификацию
- 2019 — не прошла квалификацию
- 2021 — не прошла квалификацию
- 2023 — не прошла квалификацию